# Knechtstedener Wald

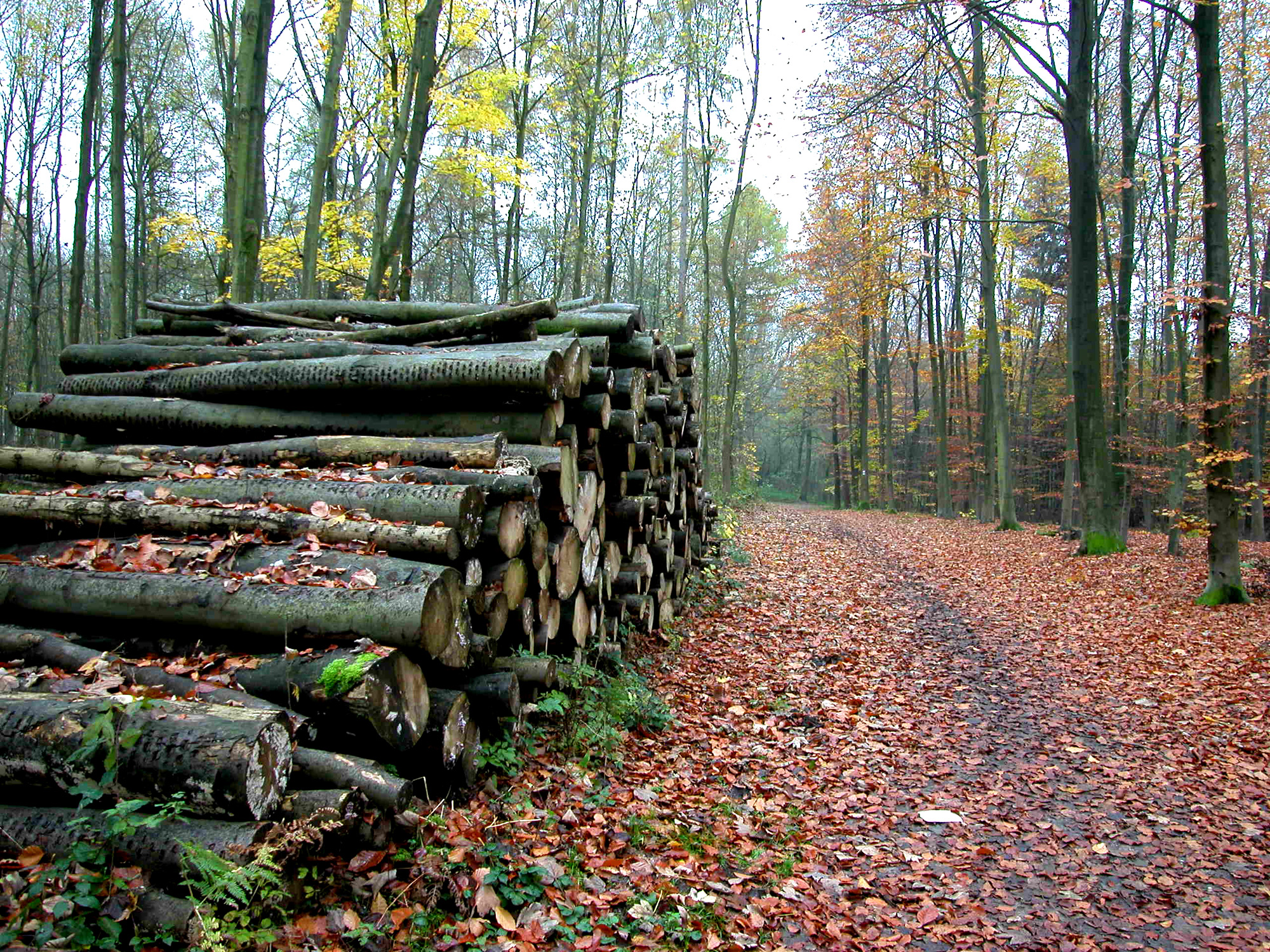
Knechtstedener Wald im November 2009

Der Knechtstedener Wald ist ein Mischwaldgebiet westlich von Dormagen, zu dem die Teile Mühlenbusch, Knechtstedener Busch und Chorbusch zählen. Er ist ein FFH-Gebiet (DE-4806-303) und Quellgebiet des Pletschbachs. Zu den vorkommenden Tierarten zählen Schwarzspecht, Mittelspecht, Ringelnatter und Springfrosch. Für die Forstwirtschaft zuständig ist Revierförster Theo Peters.